# Dusk Till Dawn
Dusk Till Dawn − trzeci singel promujący debiutancki album studyjny nowozelandzkiej wokalistki pop-rockowej Ladyhawke zatytułowany, po prostu, Ladyhawke.
Tytuł piosenki nawiązuje do horroru Od zmierzchu do świtu (From Dusk Till Dawn, 1996). W 2007 r. kompozycję wykorzystano w jednym z odcinków serialu młodzieżowego Plotkara (Gossip Girl).

## Listy utworów i formaty singla
UK 7" Vinyl

(MODVL105; wyd. 15 września 2008)

A-side
1. "Dusk Till Dawn" − 2:37

B-side
1. "Danny And Jenny" − 3:35

## Pozycje na listach przebojów
W Wielkiej Brytanii utwór "Dusk Till Dawn" nie znalazł się wśród siedemdziesięciu pięciu najlepiej sprzedających się singli, trafił zaś na pozycję #78. W zestawieniu utrzymał się jeden tydzień.
| Notowanie (2008) | Najwyższa pozycja |
| ---------------- | ----------------- |
| UK Singles Chart | 78                |